# ES Водолея
ES Водолея (лат. ES Aquarii), HD 222159 — одиночная переменная звезда в созвездии Водолея на расстоянии (вычисленном из значения параллакса) приблизительно 2937 световых лет (около 900 парсеков) от Солнца. Видимая звёздная величина звезды — от +10,2m до +9,56m.

## Характеристики
ES Водолея — красный гигант, пульсирующая полуправильная переменная звезда типа SRB (SRB) спектрального класса M4III. Эффективная температура — около 3518 К.